# Tizmarines

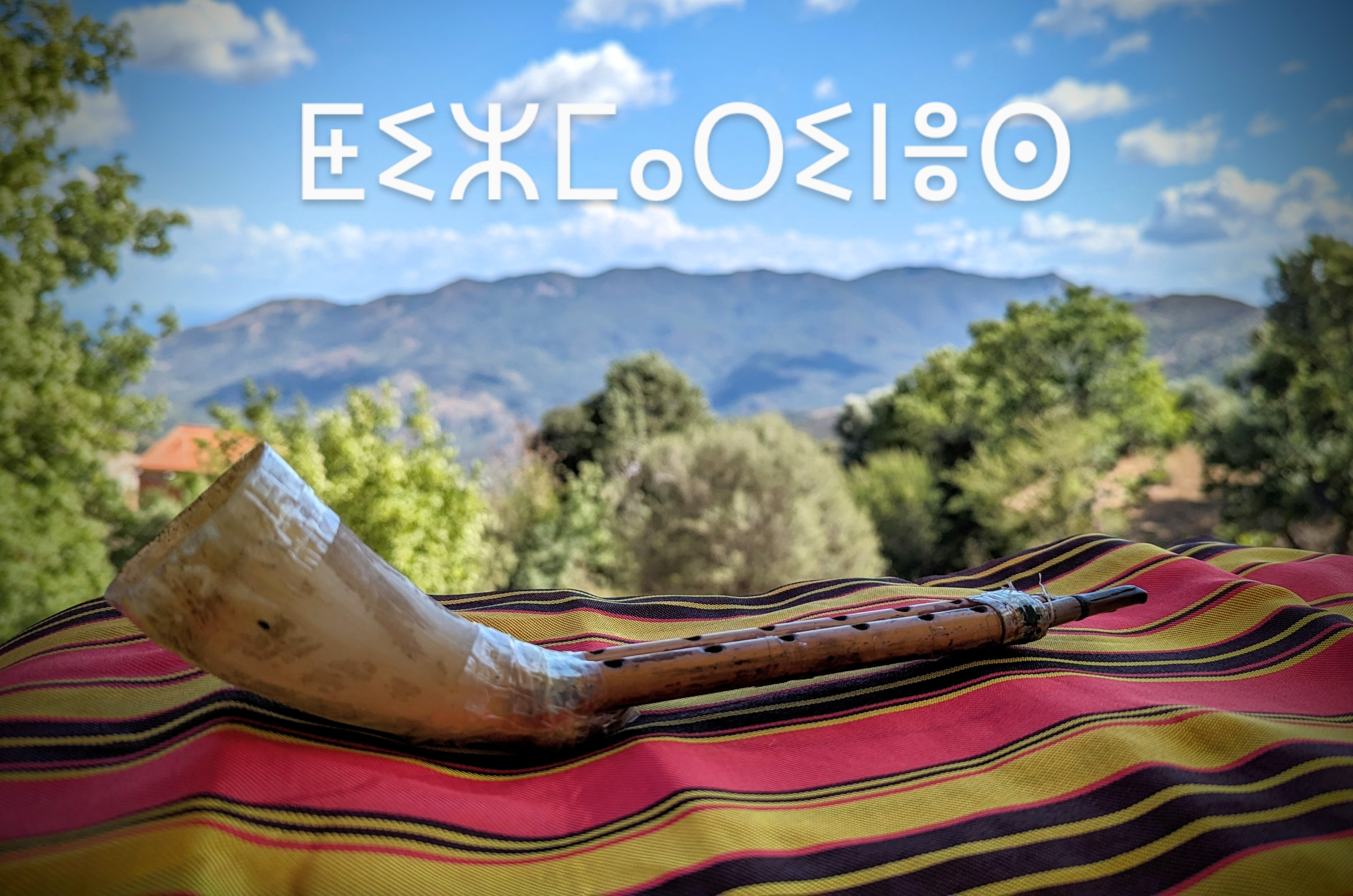
Tizmarines ⵜⵉⵣⵎⴰⵔⵉⵏⴻⵙ du village d'Ibdassen, Kabylie

Le tazemmart (tizmarine, thizemarine ou thizemmarine, au pluriel) (en berbère: ⵟⵉⵣⵎⴰⵔⵉⵏⴻⵙ) est un instrument à vent présent dans la région de kabylie (Algérie). Il s'agit d'une clarinette double utilisée dans la musique traditionnelle, notamment lors des rituels de célébrations (fêtes de mariage, naissances, baptêmes...),,. Il ne faut pas les confondre avec le Lghidha, la Zamar, le Mizmar (Zurna) ou la Gasba.

## Origine
Les tizmarines sont l'une des nombreuses variantes de clarinette double d’Afrique du nord. Les premières versions de clarinettes doubles peuvent remonter à plus de 5 000 ans av. J.-C..[Pas dans la source]

## Fabrication
Les tizmarines kabyles sont une sorte de petite trompette confectionnée à partir de deux segments de cannes de Provence (Arundo donax L.). Les segments peuvent être soudés entre eux par de la colle, du goudron, du fil, ou plus simplement avec du scotch. Ils sont percés de six trous disposés en paires, comme c'est le cas habituellement pour les clarinettes doubles d'Afrique du Nord, telle que décrit dans l'article de Holtkamp et Samuel (2023) [Pas dans la source]. Les trous peuvent être réalisés à l'aide d'un fil de métal chauffé (voir photo en illustration). 

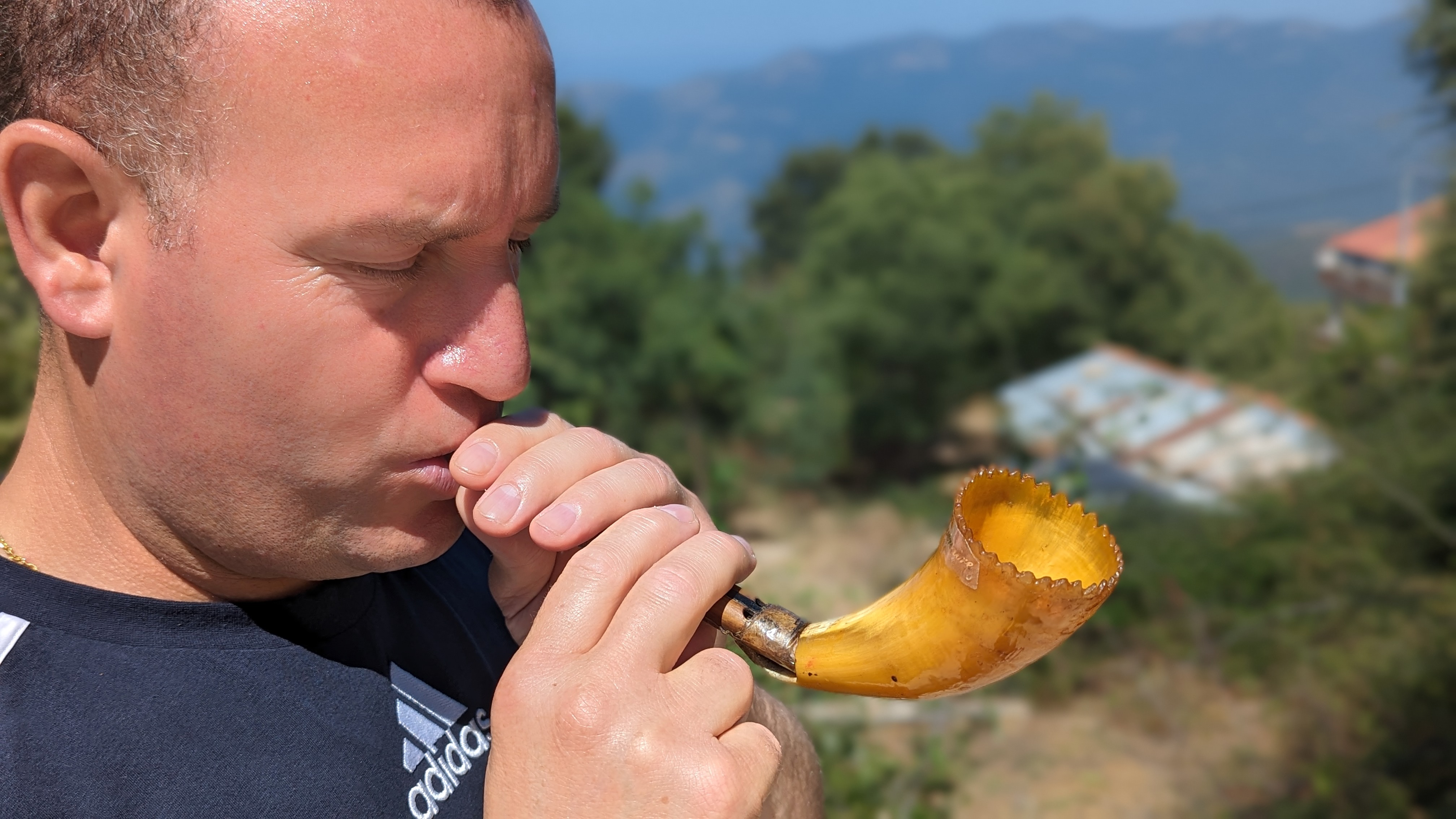
Hamid Slimi, joueur de tizmarines ⵟⵉⵣⵎⴰⵔⵉⵏⴻⵙ au village d'Aït Hamad, Kabylie

Sur l'extrémité inférieure des segments, deux sifflets (dzerwah tzmarines ⴷⵣⴻⵔⵡⴰⵀ ⵜⵣⵎⴰⵔⵉⵏⴻⵙ) sont insérés. Les sifflets sont constitués de fins segments de cannes de Provence dont l'un des segments est coupé latéralement. Dans la fente, un cheveux ou un fil permet de faire vibrer le sifflet. Le fil permet d'ajuster la note afin que les sons des deux sifflets soient consonants. Sur la partie opposée, le pavillon est composé d'une corne de bœuf ou de gazelle insérée sur les embouchures des segments de cannes.

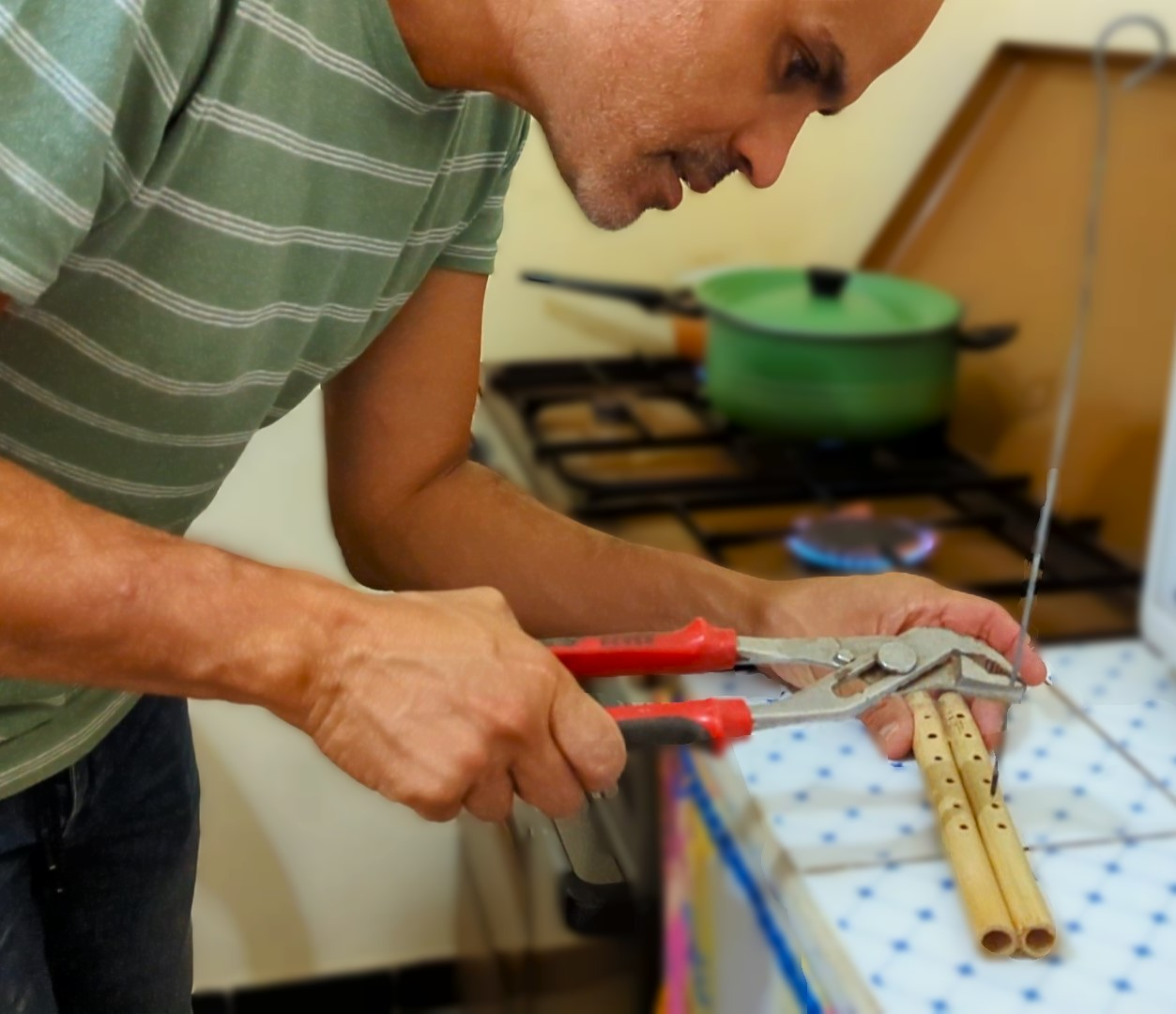
Perforation des orifices des tizmarines à l'aide d'une tige chauffée

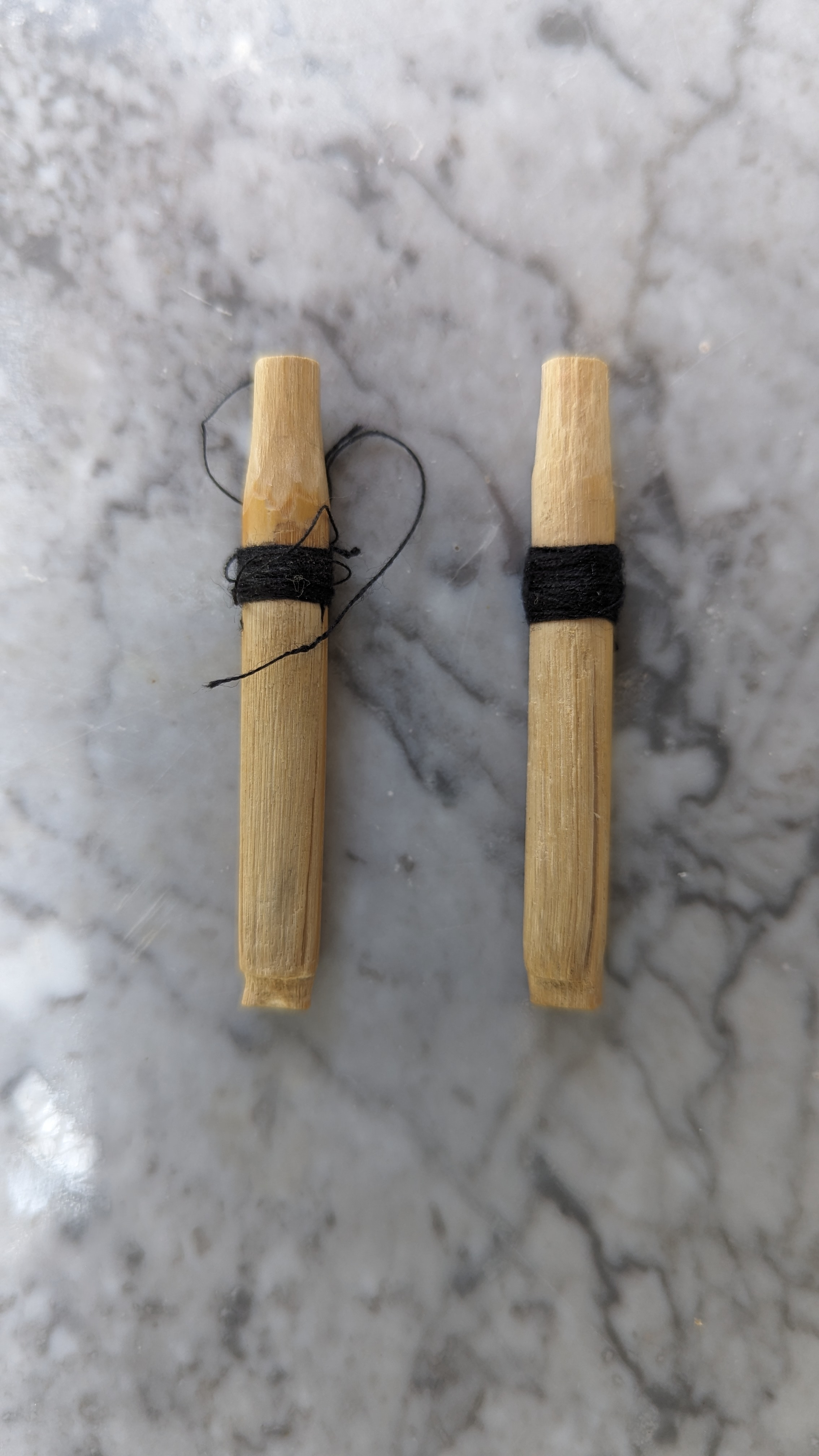
Dzerwah tzmarines ⴷⵣⴻⵔⵡⴰⵀ ⵜⵣⵎⴰⵔⵉⵏⴻⵙ (sifflets de tizmarines)

Il existe de nombreuses variantes des tizmarines, elles dépendent souvent des cultures et traditions locales.

## Jeu
Contrairement au Lghidha, dont la poche permet de s'affranchir du souffle continu, il faut que le joueur de tazemmart maîtrise cette technique complexe afin de jouer plusieurs heures d'affilée lors des cérémonies. Les deux sifflets jouent en même temps, ce qui permet de doubler la note. Contrairement à la flûte, chaque doigt repose sur deux orifices à la fois, c'est à dire sur les deux segments en même temps.

Les tizmarines émettent un son qui se rapproche de celui de la cornemuse ou du biniou breton ,,

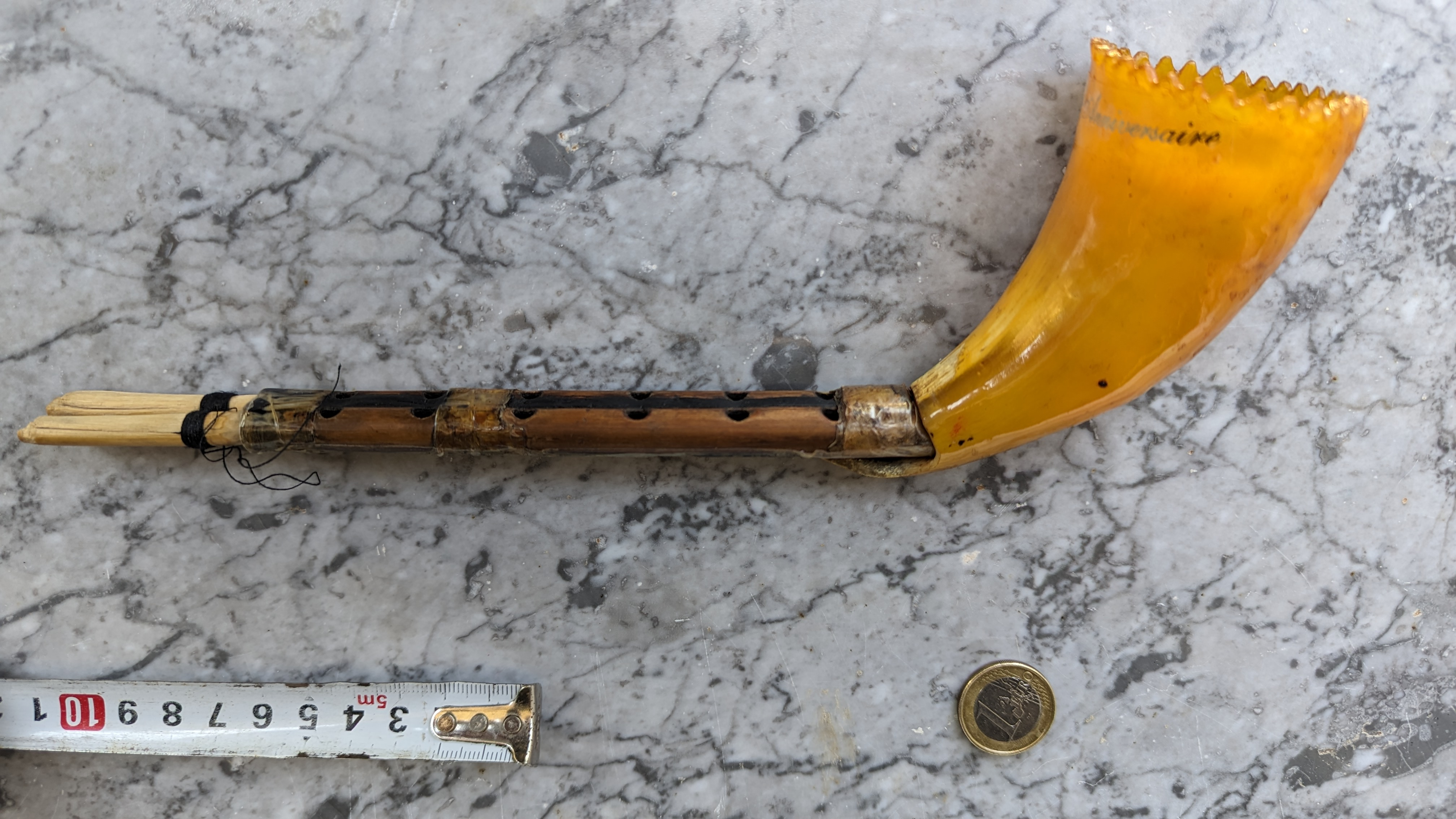
Tizmarines ⵟⵉⵣⵎⴰⵔⵉⵏⴻⵙ (Slimi©) du village d'Aït Hamad, Kabylie (Hamidi©)

Extraits disponibles ici
Il faut souvent des heures de préparation au musicien afin de chauffer, humidifier et ajuster le fil des sifflets pour pouvoir jouer une note stable et juste. En effet, comme tous les instruments à vent, les matières naturelles qui les composent sont sensibles aux conditions abiotiques de l'environnement, ce qui rend le jeu complexe à maîtriser par la suite.
Lors des célébrations, le joueur de tazemmart soliste peut être accompagné de chants issus du sacré de la mythologie berbère dans un style parfois Achewiq, ainsi que des percussions de bendir. À l'origine, l'instrument est uniquement joué par les hommes mais tant à se démocratiser.
La musique traditionnelle kabyle, un temps délaissée au profit des musiques modernes, devient de plus en plus en vogue lors des cérémonies et célébrations.